# Ordinariato di Argentina per i fedeli di rito orientale
L'ordinariato di Argentina per i fedeli di rito orientale (in latino Ordinariatus Argentinae) è una sede della Chiesa cattolica in Argentina immediatamente soggetta alla Santa Sede. Nel 2023 contava 2.040 battezzati. È retto dall'arcivescovo Jorge Ignacio García Cuerva.

## Territorio
L'ordinariato ha giurisdizione sui fedeli di rito orientale esclusi armeni, maroniti, greco-cattolici ucraini e greco melchiti, che hanno circoscrizioni proprie. Di fatto, dopo la creazione dell'esarcato apostolico di Argentina dei Melchiti il 20 aprile 2002, l'ordinariato ha ridotto la sua giurisdizione sui greco-cattolici russi e rumeni che dispongono della cappella dei Santi Apostoli Pietro e Paolo a Buenos Aires in cui opera un sacerdote. La cappella segue il calendario giuliano. Nella provincia di Buenos Aires esiste anche una piccola comunità bizantina russa fondata nel 1984: il Centro bizantino di Nostra Signora di Vladimir a Campana.
Un piccolo gruppo di fedeli della Chiesa italo-albanese, arrivati con le migrazioni del primo Novecento, si incontra a Luis Guillón, nel partido di Esteban Echeverría della provincia di Buenos Aires. Gli italo-albanesi erano circa 12 000 al tempo della creazione dell'ordinariato ed erano concentrati principalmente a Luján. Gran parte di essi sono però passati al rito latino. 
Le poche centinaia di fedeli caldei sono completamente dispersi sul territorio.

## Storia
Il 27 agosto 1897 una prima comunità di fedeli della Chiesa greco-cattolica ucraina si è stabilita a Apóstoles, nella provincia di Misiones. Nel 1908 è arrivato dal Brasile il primo sacerdote di rito bizantino: padre Clemente Bzhujovski, un religioso dell'Ordine basiliano di San Giosafat che ha celebrato la prima messa in Argentina il 21 marzo 1908 a Posadas.
Alla fine del XIX secolo è iniziata l'immigrazione dei cattolici greco-melchiti in Argentina che ha raggiunto il picco tra il 1910 e il 1930. Tra il 1949 e il 1950 si è verificata una seconda ondata. Erano per lo più nativi di Siria e Libano ma una piccola parte delle famiglie proveniva da Palestina, Egitto e Giordania. La celebrazione dei sacramenti secondo il loro rito ha avuto inizio nel 1910 con l'arrivo dell'archimandrita Teófanos Badaoui. La loro chiesa di San Giorgio è stata costruita nel 1919 ed è stata consacrata il 20 giugno 1920 dal vescovo ausiliare di Córdoba Inocencio Dávila. Nello stesso periodo fedeli cattolici della Chiesa cattolica italo-albanese di rito orientale emigrarono in grande numero in Argentina.
Nel 1948 il gesuita Philippe de Regis de Gatimel, già rettore del Collegium Russicum a Roma, ha istituito una missione per i fedeli della Chiesa greco-cattolica russa. È morto nel 1955. Poco dopo è giunto da Roma padre Ion Dan a cui era stata assegnata la cura spirituale dei fedeli della Chiesa greco-cattolica rumena. È morto il 28 agosto 1986.
L'ordinariato è stato eretto il 19 febbraio 1959 con il decreto Annis praeteritis della Congregazione per le Chiese Orientali. Nel 1961 aveva 15 parrocchie e 250 000 fedeli.
Successivamente, per alcune Chiese sui iuris sono state erette proprie circoscrizioni ecclesiastiche:
- il 29 febbraio 1968 per i fedeli della Chiesa greco-cattolica ucraina è stato eretto l'esarcato apostolico (oggi eparchia di Santa Maria del Patrocinio in Buenos Aires);
- il 3 giugno 1981 per i fedeli della Chiesa armeno-cattolica è stato eretto l'esarcato apostolico di America Latina e Messico (dal 18 febbraio 1989 i fedeli argentini sono affidati all'eparchia di San Gregorio di Narek in Buenos Aires);
- il 5 ottobre 1990 per i fedeli della Chiesa maronita è stata eretta l'eparchia di San Charbel di Buenos Aires;
- il 31 marzo 2002 per i fedeli della Chiesa cattolica greco-melchita è stato eretto l'esarcato apostolico di Argentina dei Melchiti.

## Cronotassi dei vescovi
Si omettono i periodi di sede vacante non superiori ai 2 anni o non storicamente accertati.
- Antonio Caggiano † (15 agosto 1959 - 21 aprile 1975 ritirato)
- Juan Carlos Aramburu † (21 aprile 1975 - 30 ottobre 1990 ritirato)
- Antonio Quarracino † (30 ottobre 1990 - 28 febbraio 1998 deceduto)
- Jorge Mario Bergoglio, S.I. † (6 novembre 1998 - 13 marzo 2013 eletto papa con il nome di Francesco)
- Mario Aurelio Poli (4 maggio 2013 - 28 novembre 2023 ritirato)
- Jorge Ignacio García Cuerva, dal 28 novembre 2023

## Statistiche
L'ordinariato nel 2023 contava 2.040 battezzati.
| anno | popolazione | popolazione | popolazione | presbiteri | presbiteri | presbiteri | presbiteri                | diaconi | religiosi | religiosi | parrocchie |
| anno | battezzati  | totale      | %           | numero     | secolari   | regolari   | battezzati per presbitero | diaconi | uomini    | donne     | parrocchie |
| ---- | ----------- | ----------- | ----------- | ---------- | ---------- | ---------- | ------------------------- | ------- | --------- | --------- | ---------- |
| 1961 | 250.000     | ?           | ?           | 33         | 14         | 19         | 7.575                     |         | 21        | 51        | 20         |
| 1968 | 200.000     | ?           | ?           | 39         | 11         | 28         | 5.128                     |         | 28        | 82        | 13         |
| 1976 | 110.264     | ?           | ?           | 18         | 4          | 14         | 6.125                     | 1       | 15        |           | 10         |
| 1980 | 117.126     | ?           | ?           | 16         | 3          | 13         | 7.320                     | 2       | 13        |           | 10         |
| 1990 | 113.000     | ?           | ?           | 7          | 1          | 6          | 16.142                    | 2       | 8         |           | 6          |
| 1999 | 14.000      | ?           | ?           | 3          | 1          | 2          | 4.666                     | 1       | 3         |           | 3          |
| 2000 | 14.000      | ?           | ?           | 4          | 1          | 3          | 3.500                     | 1       | 3         |           | 3          |
| 2001 | 20.000      | ?           | ?           | 3          | 1          | 2          | 6.666                     | 1       | 3         |           | 3          |
| 2002 | 20.000      | ?           | ?           | 3          | 1          | 2          | 6.666                     | 1       | 3         |           | 3          |
| 2003 | 2.000       | ?           | ?           | 1          | 1          |            | 2.000                     |         |           |           | 1          |
| 2004 | 2.000       | ?           | ?           | 1          | 1          |            | 2.000                     |         |           |           | 1          |
| 2007 | 2.000       | ?           | ?           | 1          | 1          |            | 2.000                     |         |           |           | 1          |
| 2013 | 2.000       | ?           | ?           | 1          | 1          |            | 2.000                     |         |           |           | 1          |
| 2016 | 2.000       | ?           | ?           | 1          | 1          |            | 2.000                     |         |           |           | 1          |
| 2019 | 2.000       | ?           | ?           | 1          | 1          |            | 2.000                     |         |           |           | 1          |
| 2021 | 2.020       | ?           | ?           | 1          | 1          |            | 2.020                     |         |           |           | 1          |
| 2023 | 2.040       | ?           | ?           | 1          | 1          |            | 2.040                     |         |           |           | 1          |